# USS Bainbridge (1842)
El USS Bainbridge fue un bergantín de la Armada de los Estados Unidos, primero de ese nombre, con actuación en la Guerra de Secesión.

## Historia
Botado el 26 de abril de 1842 en los astilleros de la armada en Boston, fue incorporado al servicio el 16 de diciembre de ese año bajo el mando del comandante Z. F. Johnston. Su nombre honraba al comodoro William Bainbridge(1774-1833), famoso por su victoria sobre el HMS Java durante la guerra anglo-estadounidense de 1812.
Tras dejar Boston el 26 de enero de 1843 el Bainbridge sirvió en el Home Squadron hasta el 3 de mayo de 1844, siendo afectado entonces a la División Naval de Brasil (Brazil Squadron) sumándose el 26 de junio de ese año a la estación naval de su país en el Río de la Plata junto a las fragatas USS Congress de 52 cañones y USS Raritan de 44 cañones.
En septiembre se vio involucrada en los hechos que se conocerían como el Incidente del USS Congress, la injustificada agresión de la flota de los Estados Unidos a la escuadra de la Confederación Argentina que bloqueaba el puerto de Montevideo, protagonizada por el comandante del Congress, Philip Falkerson Voorhees. En un último y trágico incidente, el 11 de noviembre el teniente Newman, comandante del Bainbridge, se suicidó arrojándose al agua afectado por la dura reprensión recibida de Voorhees por no haber sabido evitar que cuatro comerciantes españoles fueran secuestrados del buque que los transportaba y asesinados.
Hasta el 10 de octubre de 1847 permaneció afectado al Brazil Squadron. Del 10 de abril de 1848 al 2 de julio de 1850 integró la División Naval Africana (African Squadron). Hasta septiembre de 1856 operó en aguas de África y del Atlántico Sur. Permaneció estacionario en Norfolk hasta el 18 de mayo de 1858 en que se unió a la expedición al Paraguay (1858) comandada por el comodoro William Shubrick justificada en el ataque al buque USS Water Witch.
El Bainbridge arribó con su escuadrón a Asunción del Paraguay en enero de 1859 y solucionado el diferendo permaneció operando con el escuadrón del Brasil hasta el 17 de septiembre de 1860, arribando a Boston el 9 de noviembre donde fue retirado del servicio.
El 1 de mayo de 1861 fue reincorporado y destinado al Golfo de México donde operó desde el 21 de mayo a junio de 1862, capturando dos schooner y asistiendo a la captura de un vapor. El 3 de agosto de ese año se unió a la División de bloqueo del Golfo Oriental (East Gulf Blockading Squadron) con base en Key West, Florida.
En septiembre de 1862 fue se le ordenó pasar a Colón (Panamá), donde entre el 22 y 24 de noviembre una fuerte tormenta obligó a echar por la borda todos los palos, velas, cureñas, obuses, municiones, víveres y agua. Después de efectuar las reparaciones necesarias regresó a Nueva York en mayo de 1863. El 21 de agosto de ese año, mientras navegaba para unirse a su escuadrón en el Atlántico Sur, se hundió frente al cabo Hatteras, en las costas de Carolina del Norte, salvándose sólo un tripulante.